# 926
926 (CMXXVI) var ett normalår som började en söndag i den julianska kalendern.

## Händelser

### Okänt datum
- Balhae erövras av khitanerna.

## Födda
- Kejsare Murakami, Japan